# Chizsne
Hizsnye  (korábban: Chizsne, lengyelül Chyżne, IPA: [ˈxɨʐnɛ], szlovákul Chyžné) falu Lengyelországban, az egykori Nowy Sącz, a mai Kis-lengyelországi vajdaságban.

## Fekvése
Jablonkától 6 km-re és Krakkótól 73 km-re délre található település. 

## Története
1619-ben alapították a Thurzó család kezdeményezésére, neve valószínűleg az ólengyel „chyża” (ház) szóból eredeztethető. 1890-ben 1500-an lakták.
Fényes Elek 1851-ben kiadott geográfiai szótárában így ír a faluról: „Chizne, tót falu, Árva vármegyében, 1407 kath., 3 zsidó lak. Fekszik egy szép, de terméketlen térségen. Van kath. paroch. temploma, 3 vizimalma, vasbányája, sok és jó legelője. Lent termeszt, és vásznat sző, 75 3/8 sessio. F. u. az árvai uradalom. Ut. p. Rosenberg.”
A trianoni diktátumig Árva vármegye Trsztenai járásához tartozott.
1920-ban került Lengyelországhoz. Egyike a trianoni békeszerződés aláírása után egy hónappal, a belgiumi Spa-ban tartott diplomáciai konferencia által Lengyelországnak ítélt tizennégy felső-árvai falunak. 1939 és 1945 között a Szlovák Köztársasághoz tartozott. 1945 óta újra Lengyelország része.

## Népessége
- 1910-ben 1197-en, többségében lengyelek és szlovákok lakták.[5] Lakosainak anyanyelv szerinti megoszlása: 46 szlovák (tót), 39 magyar, 5 német és 1107 egyéb, vélhetően lengyel (gorál) volt.[6]